# Apantomanzia
L'apantomanzia è un'arte divinatoria basata sugli oggetti od esseri viventi che si incontrano casualmente nel quotidiano.

## Storia
Anticamente si credeva che gli incontri fortuiti con gli animali avessero un profondo significato. Nell'Europa medioevale imbattersi per caso in una capra o in una lepre era considerato un presagio di fortuna imminente, specie se la lepre era sfuggita dai cani. Viceversa vedere un pipistrello, un corvo o un asino non era di buon auspicio. 
Le interpretazioni dello stesso incontro variano da una cultura alla altra; negli Stati Uniti un gatto nero che attraversa la strada è spesso considerato un cattivo presagio, mentre in Gran Bretagna può avere il significato opposto.